# رقص پرواز (مجموعه تلویزیونی)
رقص پرواز مجموعهٔ تلویزیونی ایرانی، تهیه شده در گروه فیلم و مجموعه تلویزیونی شبکه یک سیما جمهوری اسلامی ایران، محصول سال ۱۳۸۴-۱۳۸۳ است اما به دلیل تاخیر در پخش و تراکم برنامه های شبکه یک، اولین بار سال ۱۳۸۶ از شبکه دو سیما پخش شد . این مجموعه به نویسندگی علیرضا طالب‌زاده، تهیه کنندگی محمدرضا تخت‌کشیان و کارگردانی احمد مرادپور تهیه شده است.

## خلاصه داستان
روایتگر داستان زندگی پزشکی حاذقی به نام دکتر یاوری (مهدی هاشمی) جراح متخصص است که در زمان جنگ تحمیلی از آمریکا به ایران بازگشته و برای انجام یک عمل جراحی مجبور می‌شود به اهواز سفر کند. همزمان ملیحه (لاله اسکندری) که دانشجوی پزشکی است برای یافتن نامزد خود دکتر مولایی (شهاب حسینی) ناخواسته با دکتر یاوری همراه می‌شود. که ورود آن دو به اهواز مصادف با بمباران شهر توسط دشمن است و...

## پیشینه و نکات جالب توجه
پروژه اصلی در ارتباط با پزشکی و جنگ تعریف شده بود و مجموعه تلویزیونی ۲۶ قسمتی با عنوان "سپیدجامگان" توسط طالب زاده (از وقایع کردستان تا فتح خرمشهر) نگارش شد که هر داستان اصلی در ۴-۵ قسمت روایت میشد؛ مثلا داستان اول در کردستان اتفاق می افتاد و ملیحه و دکتر مولایی در آنجا با هم آشنا میشدند. اما چون کارگردان هر داستان متفاوت شد  انسجام داستانها از بین رفت و هر کارگردان شخصیتهای موردنظر خود را ساخت؛ 
- داستان کردستان تبدیل به مجموعه تلویزیونی ۴قسمتی لانه شیطان شد.
- از داستان دیگری در مورد بمباران شیمیایی کرمانشاه، مجموعه تلویزیونی ۴قسمتی روز ایپریت تولید شد
- و داستان آخر به مجموعه ۷قسمتی رقص پرواز مبدّل شد.  [۳] [۴]

یکی از علل پخش دیرهنگام مجموعه تلویزیونی، سکانس آخر آن بود که به دلیل برخی ناهماهنگیها و عدم تامین امکانات (باید در هواپیمای ارتشی فیلمبرداری میشد) فیلمبرداری آن به تاخیر افتاد 
بخشی از داستان مجموعه تلویزیونی و شخصیت دکتر یاوری (مهدی هاشمی) از جمله مداوای شهید چمران برگرفته از خاطرات واقعی پزشک فقید، دکتر محمد مولوی است.
رقص پرواز سال ۱۳۹۲ از شبکه آموزش، سال ۱۳۹۳ از شبکه آی فیلم، سال ۱۳۹۵ از شبکه یک سیما، سال ۱۳۹۹ از شبکه افق و سال ۱۴۰۱ از شبکه دو سیما بازپخش و علاوه بر آن خلاصه ای از مجموعه تلویزیونی در قالب یک فیلم سینمایی در سال ۱۳۹۶ از شبکه جام جم پخش شده است که در نوع خود جالب توجه است.

## جوایز و نامزدها
| ۱۳٨٨ | یازدهمین دوره جشن حافظ |                                 |              |          |
| ۱۳٨٨ | یازدهمین دوره جشن حافظ | بهترین کارگردانی تلویزیونی      | احمد مرادپور | نامزدشده |
| ۱۳٨٨ | یازدهمین دوره جشن حافظ | بهترین بازیگر زن درام تلویزیونی | لاله اسکندری | نامزدشده |